# Fiuk
Filipe Kartalian Ayrosa Galvão, mais conhecido como Fiuk (São Paulo, 25 de outubro de 1990), é um ator e cantor brasileiro.

## Biografia
Nascido em São Paulo, é filho do cantor Fábio Júnior e da empresária Cristina Kartalian. Tem duas irmãs, a veterinária Krizia Galvão e a cantora Tainá Galvão, tendo dois meios-irmãos paternos, a atriz e cantora Cleo e o caçula Záion. Também é sobrinho do diretor Heraldo Corrêa, irmão de seu pai e da autora Margareth Boury, sendo também primo do ator Guilherme Boury. Em novembro de 2018, se tornou empresário no ramo de automobilismo, investindo em eventos de drift, no qual é piloto desde 2011.
Fiuk nasceu três anos após seu pai, o cantor Fábio Júnior, lançar a música "Sem Limites pra Sonhar" com a cantora galesa Bonnie Tyler, que fez sucesso no Brasil e na América Latina.
Aos 13, decidiu seguir os passos do pai Fábio Júnior indo morar com ele, onde passou um ano viajando e trabalhando como assistente de palco nos shows do cantor.
Atualmente, Fiuk está gravando cenas para o filme Descontrole o Filme que conta com um investimento de 20 Milhões da Netflix e com profissionais da franquia "Fast and Furious". Ele, interpretará Dori, um piloto de drift com um passado enigmático.

## Carreira

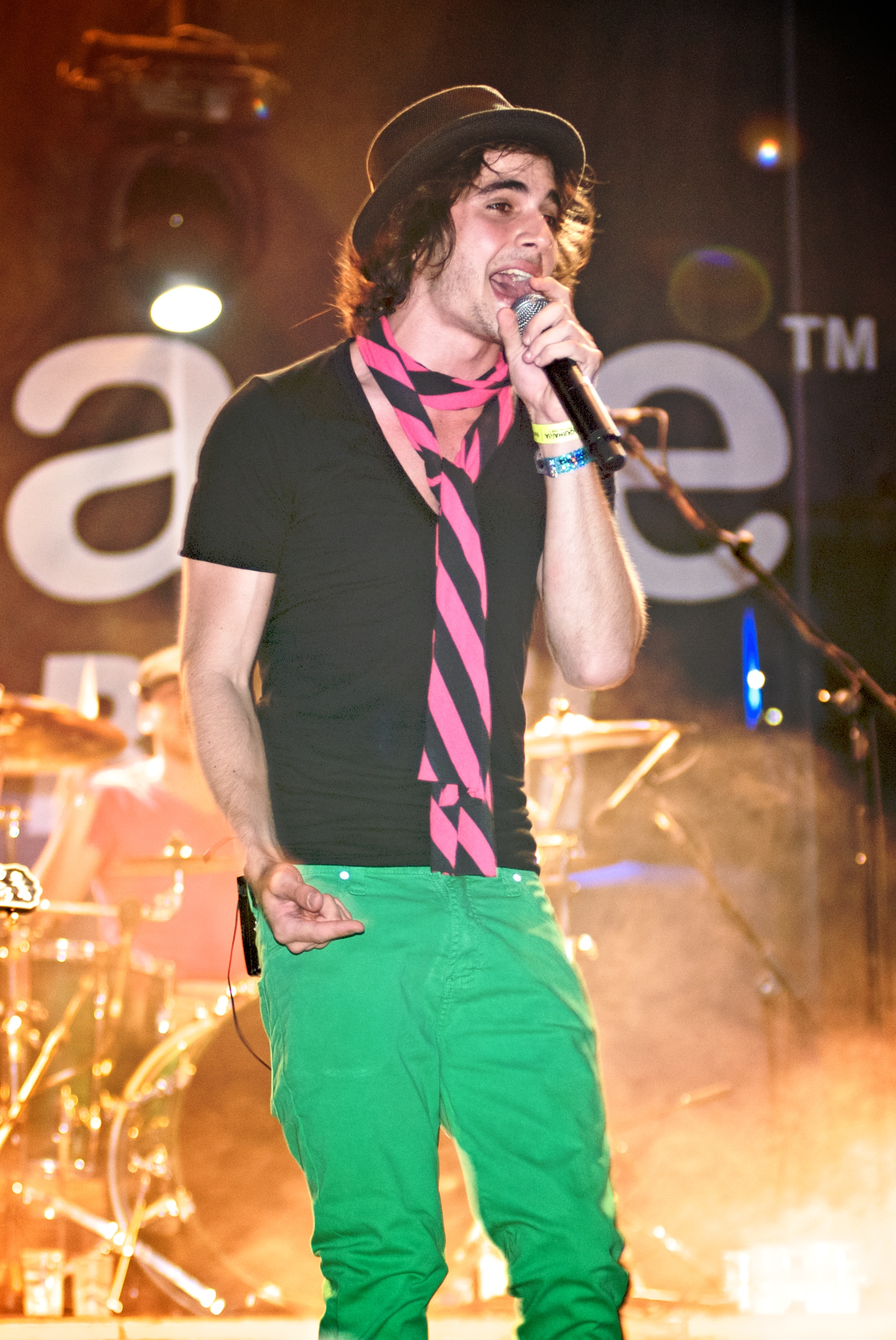
Fiuk durante show com a banda Hori em 2009

Em 2007 começou a carreira profissionalmente como vocalista da banda Hori. Em 2008, fez sua estreia como ator através do filme As Melhores Coisas do Mundo no papel de Pedro, sendo o filme lançado apenas em 2010. No mesmo ano, fez sua estreia na televisão, interpretando o protagonista Bernardo na décima sétima temporada de Malhação. Tendo as músicas "Quem Eu Sou" e "Só Você" de sua banda, na trilha sonora da trama. Em 2010, a canção "Eterno Para Você" escrita por ele, esteve na trilha sonora do filme americano Eclipse, da saga Crepúsculo. Em novembro de 2010, se lançou como escritor com seu livro auto-biográfico Diário de Fiuk. Em 2010, protagonizou ao lado do seu pai Fábio Júnior, o especial de fim de ano Tal Filho, Tal Pai. No mesmo mês, decidiu deixar a banda Hori e seguir carreira solo.

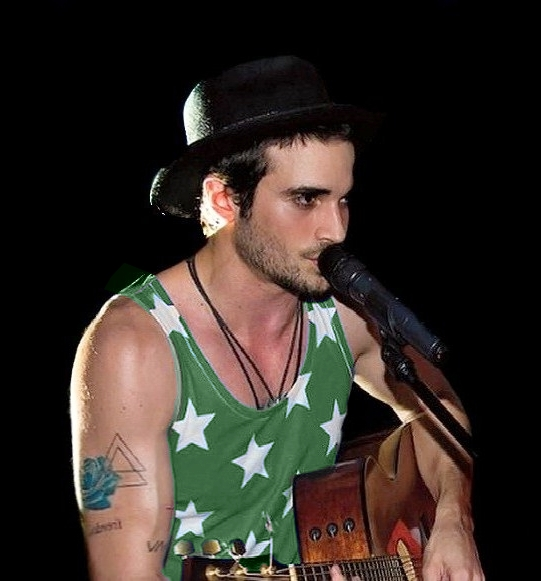
Fiuk se apresentando em 2017.

Em dezembro de 2011, lançou seu primeiro álbum solo intitulado Sou Eu, que contou como singles "Sou Eu", "Quero Toda Noite" e "Abre os Olhos". Em 2011, intepretou Agenor na novela das sete Aquele Beijo. Em setembro, passou a apresentar o programa Coletivation exibido na MTV. No entanto, deixou o programa após três meses, para participar da novela das sete Geração Brasil no papel do vilão Alex. Em dezembro, lançou seu segundo álbum de estúdio intitulado Vira-Lata. O álbum contou com a participação de Manu Gavassi, Sapão, Fábio Júnior, Thiaguinho e Rappin Hood e como singles "Fora de Alcance" e "Toma Toma".
Em 2013, gravou o longa metragem Júlio Sumiu interpretando o protagonista Silvio. O filme teve sua estreia em abril de 2014. Em 2015, viveu Carlinhos no filme Divã a 2. Em 2016, integrou no elenco da segunda temporada da série Lili, a Ex interpretando Tiago. No mesmo ano, fez sua estreia no teatro no papel de João, o Apóstolo na peça Paixão de Cristo de Nova Jerusalém. Em março de 2016, lançou o single "Amor (Na Sua Versão Mais Pura)", sendo ela produzida por Lucas Silveira, vocalista da banda Fresno. Em 2017, foi um dos protagonistas da novela das nove A Força do Querer interpretando Ruy. Em 2019, protagonizou ao lado de Thiago Fragoso, o filme O Galã interpretando Raul.
Em 19 de janeiro de 2021, Fiuk foi confirmado como um dos 20 participantes da vigésima primeira temporada do reality show Big Brother Brasil, da TV Globo. Fiuk foi finalista na edição do reality, ficando em 3.° lugar em uma final contra Camilla de Lucas e Juliette Freire, com 4,62% dos votos.

## Vida pessoal
Entre 2008 e 2012 namorou a produtora de moda Natália Frascino. Entre 2013 e 2014 namorou a atriz Sophia Abrahão. De julho a dezembro de 2014 teve um breve relacionamento com a cantora Manu Gavassi. Entre 2015 e 2019 namorou a atriz Isabella Scherer.

## Filmografia

### Televisão
| Ano     | Título                  | Personagem               | Nota                               |
| ------- | ----------------------- | ------------------------ | ---------------------------------- |
| 2009–10 | Malhação ID             | Bernardo Oliveira (Bê)   |                                    |
| 2010    | Tal Filho, Tal Pai      | Filipe                   |                                    |
| 2011    | Aquele Beijo            | Agenor Barbosa           |                                    |
| 2013    | Guerra dos Sexos        | Daniel Ramirez           | Episódio: "26 de abril"            |
| 2013    | Coletivation MTV        | Apresentador             |                                    |
| 2014    | Geração Brasil          | Alex Torres              | Episódios: "5 de maio–11 de junho" |
| 2015    | Super Chef Celebridades | Participante (2º lugar)  | Temporada 4                        |
| 2016    | Lili, a Ex              | Tiago Trovas (Galã)      |                                    |
| 2017    | A Força do Querer       | Ruy Beraldo Garcia       |                                    |
| 2018    | Dança dos Famosos       | Participante (11º lugar) | Temporada 15                       |
| 2020    | Os Roni                 | Adamastor Custódio       | Episódio: "20"                     |
| 2021    | Big Brother Brasil      | Participante (3º lugar)  | Temporada 21                       |
| 2021    | Show dos Famosos        | Participante (8º lugar)  | Temporada 4                        |

### Cinema
| Ano  | Título                               | Personagem   |
| ---- | ------------------------------------ | ------------ |
| 2010 | As Melhores Coisas do Mundo          | Pedro        |
| 2013 | Julio Sumiu                          | Silvio       |
| 2015 | Divã a 2                             | Carlinhos    |
| 2016 | Sing - Quem Canta seus Males Espanta | Johnny (voz) |
| 2019 | O Galã                               | Raul Cardoso |
| 2021 | Sing 2                               | Johnny (voz) |
| 2022 | Me Tira da Mira                      | Lucas        |
| 2023 | Tração                               | Orestes      |

## Teatro
| Ano  | Título                             | Personagem       |
| ---- | ---------------------------------- | ---------------- |
| 2016 | Paixão de Cristo de Nova Jerusalém | João, o Apóstolo |

## Discografia

#### Álbuns de estúdio carreira solo
- Sou Eu (2011)
- Vira-Lata (2013)

## Turnês
- Turnê Sou Eu (2011–12)[66]
- Turnê Vira-Lata (2013)[67]
- Do Samba ao Rock (2014)[68]
- Turnê Nós na Sala (2016–17)[69]

## Prêmios e indicações
| Ano  | Prêmio                                | Categoria                           | Trabalho          | Resultado |
| ---- | ------------------------------------- | ----------------------------------- | ----------------- | --------- |
| 2010 | Prêmio Contigo! de TV                 | Melhor Ator Revelação               | Malhação ID       | Venceu    |
| 2010 | Prêmio Jovem Brasileiro               | Melhor Ator Revelação               | Malhação ID       | Venceu    |
| 2010 | Troféu Leão Lobo                      | Revelação                           | Malhação ID       | Venceu    |
| 2010 | Prêmio Extra de Televisão             | Melhor Ator Revelação               | Malhação ID       | Indicado  |
| 2010 | Prêmio Quem de Televisão              | Revelação                           | Malhação ID       | Indicado  |
| 2010 | Meus Prêmios Nick                     | Ator Favorito                       | Malhação ID       | Indicado  |
| 2010 | Meus Prêmios Nick                     | Casal do Ano (com Christiana Ubach) | Malhação ID       | Indicado  |
| 2010 | Meus Prêmios Nick                     | Twitter do Ano                      | Ele mesmo         | Indicado  |
| 2010 | Meus Prêmios Nick                     | Gato do Ano                         | Ele mesmo         | Indicado  |
| 2010 | Prêmio Multishow de Música Brasileira | Melhor Cantor                       | Ele mesmo         | Indicado  |
| 2012 | Meus Prêmios Nick                     | Ator Favorito                       | Aquele Beijo      | Indicado  |
| 2012 | Prêmio Contigo! de TV                 | Ator Coadjuvante                    | Aquele Beijo      | Indicado  |
| 2013 | Meus Prêmios Nick                     | Gato do Ano                         | Ele mesmo         | Indicado  |
| 2014 | Meus Prêmios Nick                     | Ator Favorito                       | Geração Brasil    | Indicado  |
| 2017 | Prêmio Jovem Brasileiro               | Melhor Ator - Voto da Galera        | A Força do Querer | Venceu    |
| 2018 | Troféu Internet                       | Melhor Ator                         | A Força do Querer | Indicado  |